# Edoardo Colombo
Edoardo Colombo (Varese, 25 febbraio 1942 – Como, 11 aprile 2021) è stato un cestista e allenatore di pallacanestro italiano.

## Carriera
È stato vice allenatore di Carlo Recalcati alla Pallacanestro Varese nel Campionato 1998-99 e allenatore nella prima parte del Campionato 2001-02.